# Police, Třebíč
Police là một làng thuộc huyện Třebíč, vùng Vysočina, Cộng hòa Séc.